# أسمو العروس
قرية أسمو العروس هي إحدى القرى التابعة لمركز دير مواس بمحافظة المنيا في جمهورية مصر العربية. حسب إحصاءات سنة 2006، بلغ إجمالي السكان في أسمو العروس 14275 نسمة، منهم 7121 رجلا و7154 امرأة.